# Encore!
Encore! è un reality musicale presentato e prodotto da Kristen Bell con l'aiuto di Will Gluck. La serie è stata presentata in anteprima con un episodio pilota il 10 dicembre 2017 su ABC e presentata ufficialmente su Disney+ il 12 novembre 2019. In Italia è stata pubblicata sempre su Disney+ dal 24 marzo 2020.

## Sinossi
La serie riunisce i membri del cast di un musical del liceo per ricreare la loro esibizione anni dopo la loro esibizione originale.

## Puntate
L'episodio pilota è stato pubblicato su ABC.
La serie è stata pubblicata su Disney+. Il docu-reality non è disponibile in lingua italiana, ma sono disponibili i sottotitoli in italiano.
| nº | Titolo originale                                | Titolo italiano                                    | Musical                                     | Scuola superiore              | Pubblicazione USA | Pubblicazione Italia |
| --- | ----------------------------------------------- | -------------------------------------------------- | ------------------------------------------- | ----------------------------- | ----------------- | -------------------- |
| Puntata pilota (speciale                                                                                | Pilot (Encore!)                                 |                                                    | Into the Woods                              | South Hills High School       | 10 dicembre 2017  |                      |
| 1 | Annie • 1996 • Santee, CA                       | Annie • 1996 • Santee, CA                          | Annie                                       | Santana High School           | 12 novembre 2019  | 24 marzo 2020        |
| Kristen Bell (la presentatrice) riunisce ex compagni affinché replichino lo show delle superiori Annie. |                                                 |                                                    |                                             |                               |                   |                      |
| 2 | Beauty and the Beast • 2007 • Saginaw, TX       | La bella e la bestia • 2007 • Saginaw, TX          | La bella e la bestia (Beauty and the Beast) | Liceo Saginaw                 | 15 novembre 2019  | 27 marzo 2020        |
| Dopo 12 anni, alcuni ex compagni di liceo si riuniscono per reinterpretare La bella e la bestia.        |                                                 |                                                    |                                             |                               |                   |                      |
| 3 | The Sound of Music • 1992 • Flint, MI           | Tutti insieme appassionatamente • 1992 • Flint, MI | The Sound of Music                          | Flint Central High School     | 22 novembre 2019  | 3 aprile 2020        |
| Dopo 27 anni, ex compagni di liceo si ritrovano per mettere in scena Tutti insieme appassionatamente.   |                                                 |                                                    |                                             |                               |                   |                      |
| 4 | Grease • 1990 • Hackensack, NJ                  | Grease • 1990 • Hackensack, NJ                     | Grease                                      | Hackensack High School        | 29 novembre 2019  | 10 aprile 2020       |
| Dopo 28 anni, ex compagni di liceo si ritrovano per mettere in scena il loro musical: Grease.           |                                                 |                                                    |                                             |                               |                   |                      |
| 5 | Annie Get Your Gun • 1998 • Satellite Beach, FL | Anna prendi il fucile • 1998 • Satellite Beach, FL | Annie Get Your Gun                          | Satellite High School         | 6 dicembre 2019   | 17 aprile 2020       |
| 6 | Oklahoma! • 1991 • Snellville, GA               | Oklahoma! • 1991 • Snellville, GA                  | Oklahoma!                                   | Brookwood High School         | 13 dicembre 2019  | 24 aprile 2020       |
| 7 | Godspell • 1998 • Houston, TX                   | Godspell • 1998 • Houston, TX                      | Godspell                                    | Eisenhower High School        | 20 dicembre 2019  | 1º maggio 2020       |
| 8 | Fiddler on the Roof • 2001 • Anaheim, CA        | Il violinista sul tetto • 2001 • Anaheim, CA       | Fiddler on the Roof                         | Katella High School           | 27 dicembre 2019  | 8 maggio 2020        |
| 9 | Pippin • 1984 • Louisville, KY                  | Pippin • 1984 • Louisville, KY                     | Pippin                                      | Youth Performing Arts School  | 3 gennaio 2020    | 15 maggio 2020       |
| 10 | High School Musical • 2007 • Fish Creek, WI     | High School Musical • 2007 • Fish Creek, WI        | High School Musical                         | Gibraltar High School         | 10 gennaio 2020   | 22 maggio 2020       |
| 11 | Anything Goes • 1975 • Los Angeles, CA          | Anything Goes • 1975 • Los Angeles, CA             | Anything Goes                               | Los Angeles High School       | 17 gennaio 2020   | 29 maggio 2020       |
| 12 | Ragtime • 2008 • Santa Monica, CA               | Ragtime • 2008 • Santa Monica, CA                  | Ragtime                                     | Pacific Christian High School | 24 gennaio 2020   | 5 giugno 2020        |

## Speciale ABC
ABC ha mandato in onda lo speciale originale, intitolato Encore! il 10 dicembre 2017, ospitato anche da Bell in cui ha riunito il cast di una produzione della South Hills High School del 1997 per ricreare la loro performance originale Into the Woods.
Il cast originale dello speciale Encore! include Carrie Commerford, Graham Beightol, Mark-Eugene Garcia, Kait Holbrook, Christy Carson Ratray, Dan Silva, Billy Vitale e Kristen Snowden della South Hills High School di West Covina, California.

## Produzione
Nell'aprile 2019, Disney+ ha ordinato la serie in base allo speciale chiamato Encore! da ABC che sarà ospitata e prodotta da Kristen Bell.
Quando è stato chiesto durante la pandemia di COVID-19 sul futuro della serie, il creatore Jason Cohen ha detto: "Ovviamente, le cose in questo momento sono un po' strane, con il Coronavirus, e le cose sono state un po' confuse. Ma speriamo di poter fare di più".

## Promozione
Un primo trailer è uscito il 23 agosto 2019, durante il Disney+ Panel al D23 Expo 2019.

## Distribuzione
Encore! ha debuttato il 12 novembre 2019 sul servizio di streaming Disney+ in 4K HDR. Gli episodi sono stati pubblicati settimanalmente anziché tutti contemporaneamente. In Italia verrà distribuita, con l'arrivo in Italia di Disney+, dal 24 marzo 2020.

## Accoglienza

### Critica
Sul sito aggregatore di recensioni Rotten Tomatoes la serie detiene una valutazione di approvazione del 70% per la prima stagione con una valutazione media di 6,5/10, basata su 20 recensioni. Il consenso della critica recita: "Sebbene spesso sembri più una prova generale, Encore! ha il fascino sufficiente per tenere gli amanti del teatro ai loro posti, anche se tutti gli altri possono svenire durante l'intervallo". Metacritic, che utilizza una media ponderata, ha assegnato un punteggio di 63 su 100 sulla base di 12 critici, indicando "recensioni generalmente favorevoli".

## Riconoscimenti
- 2020 – Directors Guild of America Award[11]
  - Miglior regia per un programma reality a Jason Cohen (per Annie)

- 2020 - TCA Awards
  - Candidato - Risultato eccezionale per un programma reality[12]